# Markus Herrmann
Markus Herrmann (Saanen, 17 novembre 1972) è un ex sciatore alpino svizzero.

## Biografia
Specialista delle prove veloci originario di Gstaad, Herrmann esordì in campo internazionale in occasione dei Mondiali juniores di Zinal 1990; in Coppa del Mondo ottenne il primo piazzamento il 23 gennaio 1993 a Veysonnaz in discesa libera (63º) e il miglior piazzamento il 16 dicembre 1995 in Val Gardena in combinata (5º). Nel 1996 conquistò l'ultima vittoria, nonché ultimo podio, in Coppa Europa, il 27 gennaio a Veysonnaz in discesa libera, e partecipò ai Mondiali di Sierra Nevada 1996, sua prima presenza iridata, dove si classificò 20º nella combinata.
Ai Mondiali di Sestriere 1997 si piazzò 20º nella discesa libera e 14º nella combinata e a quelli di Vail/Beaver Creek 1999, sua ultima presenza iridata, non completò la discesa libera. Si ritirò durante la stagione 2002-2003 e la sua ultima gara fu la discesa libera di Coppa del Mondo disputata il 25 gennaio 2003 a Kitzbühel, chiusa da Herrmann al 55º posto; non prese parte a rassegne olimpiche.

## Palmarès

### Coppa del Mondo
- Miglior piazzamento in classifica generale: 47º nel 1999

### Coppa Europa
- 3 podi (dati dalla stagione 1994-1995):
  - 3 vittorie

#### Coppa Europa - vittorie
| Data             | Località    | Paese    | Specialità |
| ---------------- | ----------- | -------- | ---------- |
| 10 dicembre 1995 | Val Gardena | Italia   | DH         |
| 11 dicembre 1995 | Val Gardena | Italia   | DH         |
| 27 gennaio 1996  | Veysonnaz   | Svizzera | DH         |

Legenda:

DH = discesa libera

### South American Cup
- 1 podio (dati dalla stagione 1994-1995):
  - 1 terzo posto